# Weltgeschichte der Malerei
Weltgeschichte der Malerei ist eine von Claude Schaeffner herausgegebene Buchreihe zur Geschichte der Malerei. Die französische Originalausgabe erschien unter dem Titel Histoire générale de la peinture (mit einem Index-Band). Sie umfasst insgesamt 27 Bände und erschien von 1966 bis 1968 bei Editions Rencontre in Lausanne. Der Herausgeber gab in dem Verlag auch die Reihe Weltgeschichte in Bildern heraus.

## Übersicht
- 1: Raoul-Jean Moulin: Ursprung der Malerei
- 2: Robert Boulanger: Ägyptische und Altorientalische Malerei
- 3: Tony Spiteris: Griechische und etruskische Malerei
- 4: Gerald Gassiot-Talabot: Römische und frühchristliche Malerei
- 5: Kostas Papaioannu: Byzantinische und Russische Malerei
- 6: Joseph Pichard: Die Malerei der Romanik
- 7: Michel Herubel: Die Malerei der Gotik I
- 8: Michel Herubel: Die Malerei der Gotik II
- 9: Elie-Charles Flamand: Die Malerei der Renaissance I
- 10: Elie-Charles Flamand: Die Malerei der Renaissance II
- 11: Elie-Charles Flamand: Die Malerei der Renaissance III
- 12: Philippe Daudy: Die Malerei des 17. Jahrhunderts I
- 13: Philippe Daudy: Die Malerei des 17.Jahrhunderts II
- 14: Claire Gay: Die Malerei des 18. Jahrhunderts
- 15: Raymond Cogniat: Die Malerei der Romantik
- 16: Jaques Lassaigne: Der Impressionismus
- 17: Michel Ragon: Der Expressionismus
- 18: Michel-Claude Jalard: Der Spätimpressionismus
- 19: Jose Pierre: Der Kubismus
- 20: Jose Pierre: Futurismus und Dadaismus
- 21: Jose Pierre: Der Surrealismus
- 22: Georges Charensol: Die großen Maler der modernen Malerei
- 23: Jean-Clarence Lambert: Die abstrakte Malerei
- 24: Michel Courtois: Die chinesische Malerei
- 25. Théo Lesoualc'h: Die japanische Malerei
- 26. Jean-Jacques und Nicole Menant, Leveque: Die islamische und indische Malerei
- 27. Vincent Bounoure: Die amerikanische Malerei